# Marsango
Marsango è una frazione del comune italiano di Campo San Martino, in provincia di Padova.

## Storia
La prima notizia su Marsango si trova in un documento del 18 giugno 1130, quando il vescovo di Padova Bellino investì i coniugi Gualberto e Palma e i loro figli di proprietà situate a nord e a est del Brenta, tra Padova e Camposampiero; alcune si trovavano in confinio Marsangi et Marsangeli. I due toponimi si ritrovano in uno statuto del Codice Carrarese del 1288, ma anche in questo caso costituivano un'unica entità territoriale.
Il toponimo è di difficile interpretazione. Un'ipotesi afferma che esso fosse in origine assegnato al solo scolo Marsango, un modesto corso d'acqua della zona, da avvicinare al personale latino Maximus; il paese, invece, si sarebbe chiamato Maximangulum (da cui il Marsangelo citato nei documenti medievali), con l'aggiunta di angularis nel senso di "angolo di terra erosa da corrente fluviale". In sostanza, Marsangelo indicava un predio romano appartenente a tale Massimo e lambito da un fiume.

## Monumenti e luoghi d'interesse

### Parrocchiale di San Prosdocimo
È citata per la prima volta nella decima papale del 1297 come dipendenza della pieve di Curtarolo. Fu ricostruita nel 1668 su iniziativa del parroco Graziadeo de' Graziadei e l'anno seguente fu visitata dal vescovo di Famagosta Giacomo Vianoli (che faceva le veci del vescovo di Padova Gregorio Barbarigo) che la trovò magnificamente rifatta.
Nuovi interventi di restauro iniziarono nel 1856 (dell'anno successivo è il campanile) e nel 1932, quando furono aggiunte le due ali laterali e la sacrestia.
Le opere qui custodite sono di origine recente. Si citano una Pietà in gesso dipinto realizzata da un anonimo locale (altare della Madonna, primo Novecento), una Madonna con Bambino in terracotta verniciata scolpita da artisti veneti (anni 1940-60) e l'effige di San Prosdocimo dei fratelli Alinari (presbiterio, 1933).